# Olivia Gallay
Olivia Gallay, geborene Bertrand (* 2. Januar 1989 in Évian-les-Bains) ist eine ehemalige französische Skirennläuferin. Ihre Spezialdisziplin war der Riesenslalom.

## Karriere
Olivia Bertrand ging im November 2004 erstmals bei FIS-Rennen an den Start. Im Europacup fuhr sie im Januar 2005 ihr erstes Rennen. Der erste Europacupsieg gelang ihr im zweiten Riesenslalom von Ål am 4. Dezember 2006, nachdem sie am Vortag bereits auf Platz zwei gefahren war. In der Saison 2006/07 erreichte sie den dritten Rang in der Riesenslalomwertung. Von 2006 bis 2009 nahm sie an Juniorenweltmeisterschaften teil, ihr bestes Resultat war ein vierter Platz im Riesenslalom in Altenmarkt 2007. 
Ihr Debüt im Weltcup gab Bertrand am 15. Dezember 2006 in der Superkombination auf der Reiteralm, bereits zwei Wochen später fuhr sie im Riesenslalom von Semmering auf Rang 18 und gewann ihre ersten Weltcuppunkte. Dieses Ergebnis konnte sie aber vorerst nicht wiederholen, denn in den folgenden zwei Jahren kam sie nur in zwei Rennen unter die besten 30. Am 25. Januar 2009 jedoch erreichte sie im Riesenslalom von Cortina d’Ampezzo den zwölften Rang, und damit ihr vorläufig bestes Ergebnis im Weltcup. Am 28. November 2009 fuhr sie im Riesenslalom von Aspen erneut auf den zwölften Platz.
Bei ihrer ersten Teilnahme an Weltmeisterschaften in Åre 2007 erzielte Bertrand den 17. Rang im Riesenslalom, zwei Jahre später erreichte sie in Val-d’Isère den 13. Platz. In den Jahren 2006 und 2009 wurde sie französische Meisterin im Super-G. Bei den Olympischen Winterspielen 2010 in Vancouver fuhr sie auf Platz zwölf im Riesenslalom. Aufgrund einer Schienbeinverletzung konnte Bertrand in der gesamten Saison 2010/11 an keinen Rennen teilnehmen. Seit ihrer Heirat im Juni 2011 trat sie unter ihrem neuen Nachnamen Gallay an, doch nach ihrer Verletzung konnte sie auch in der Saison 2011/12 an keinen Wettkämpfen teilnehmen. Schließlich gab sie im Dezember 2012 ihren Rücktritt bekannt.

## Erfolge

### Olympische Winterspiele
- Vancouver 2010: 12. Riesenslalom

### Weltmeisterschaften
- Åre 2007: 17. Riesenslalom
- Val-d’Isère 2009: 13. Riesenslalom

### Juniorenweltmeisterschaften
- Québec 2006: 7. Riesenslalom, 12. Slalom, 19. Super-G
- Altenmarkt 2007: 4. Riesenslalom, 20. Super-G, 32. Abfahrt
- Formigal 2008: 8. Super-G, 14. Riesenslalom
- Garmisch-Partenkirchen 2009: 5. Riesenslalom

### Weltcup
- 5 Platzierungen unter den besten 15

### Europacup
- Saison 2006/07: 3. Riesenslalomwertung
- 3 Podestplätze, davon 2 Siege:

| Datum            | Ort           | Land     | Disziplin    |
| ---------------- | ------------- | -------- | ------------ |
| 4. Dezember 2006 | Ål            | Norwegen | Riesenslalom |
| 14. März 2009    | Crans-Montana | Schweiz  | Riesenslalom |

### Weitere Erfolge
- Französische Meisterin im Super-G 2006 und 2009
- 4 Siege in FIS-Rennen (2× Riesenslalom, 2× Super-G)